# Numidocapra
Numidocapra — вимерлий рід бикоподібних з плейстоцену Африки. Спочатку Numidocapra належала до підродини Caprinae, а тепер зазвичай класифікується як член підродини Alcelaphinae.

## Опис
Ці тварини мали вузькі високі черепи, типові для алцелафінів. Їхні роги були вигнуті вгору та вперед, якщо виглядати збоку, а лобові частини злегка підняті біля основи рогів. Numidocapra crassicornis був найбільшим представником роду, ймовірно, приблизно з антилопу гну. Він мав довгі, вертикальні рогові серцевини, які йшли паралельно один одному, тоді як Numidocapra arambourgi був меншим і мав розбіжні, закручені роги.